# Ayşe Hümaşah Sultan
Ayşe Hümaşah Sultan (cca 1542 – cca 1595) byla osmanská princezna. Byla jedinou dcerou Mihrimah Sultan a jejího manžela Rüstema Paši. Zároveň byla vnučkou sultána Sulejmana I. a jeho nejoblíbenější manželky Hürrem Sultan.

## Život
Narodila se Istanbulu v roce 1542. Byla prvním dítětem a jedinou dcerou svých rodičů, pravděpodobně i prvním vnoučetem svých prarodičů. Měla několik bratrů, jejichž počet a jména nejsou známa. Stejně jako její sestřenice Hümaşah Sultan byla velmi milována svým dědečkem, sultánem Sulejmanem. Okolo roku 1557 byla provdána za Şemiz Ahmed Pašu, velkovezíra albánského původu a spolu s ním měla osm dětí. Mimo jiné byla babičkou Semiz Mehmeda Paši.
Ayşe Hümaşah byla politicky aktivní a díky manželství s velkovezírem a své matce Mihrimah Sultan měla vliv. Byla také jediným dědicem své matky a zdědila po ní nejen obrovské majetky (včetně pěti paláců), ale i několik dobročinných nadací, které na přání své matky přenechala svým synům. Stejně jako její matka byla během vlády sultána Murada III. blízkou přítelkyní jeho matky, Safiye Sultan.
V roce 1580 její manžel Semiz zemřel a v dubnu 1582 byla znovu provdána za Ahmed Ferîdûn Pašu v paláci Ibrahima Paši. Toto manželství trvalo ale jen 11 měsíců, jelikož paša v březnu 1583 zemřel také.
Ayşe Hümaşah zemřela v roce 1595 a byla pohřbena nedaleko mešity Mihrimah Sultan v Üsküdaru.

## Děti
Ayşe Hümaşah měla 4 syny a dvě dcery, všechny se svým prvním manželem:
- Sultanzade Mahmud Pasha (zemřel v roce 1602, pohřben v mešitě Mihrimah Sultan)
- Sultanzade Mehmed Bey (zemřel v roce 1605, pohřben v mešitě Mihrimah Sultan) sandžakbej Hercegoviny
- Sultanzade Mustafa Pasha (zemřel v roce 1593, pohřben v mešitě Mihrimah Sultan) sandžakbej v Klis
- Sultanzade Osman Bey (zemřel v roce 1598, pohřben v mešitě Mihrimah Sultan), byl otcem Sultanzade Mehmeda Paši
- Saliha Hanım Sultan (zemřela v roce 1576), provdala se za Cığalazade Yusuf Sinan Pašu, s ním měla dceru a syna
- Safiye Hanım Sultan, po smrti sestry se také provdala za Cığalazade Yusuf Sinan Pašu, měla s ním dvě dcery a syna